# Тетрахидроалуминат литијума
Тетрахидроалуминат литијума је неорганска двогуба со са молекулском формулом . На собној температури је бело чврсто тело густине 0,917 g/cm³.
Са водом реагује веома бурно по формули:
Добија се дејством великих количина литијум хидрида на етарски раствор алуминијум хлорида:
Тетрахидроалуминат литијума се често користи као редукционо средствојест у органској хемији, нпр. редукује карбоксилне киселине до алкохола, а нитрите до амина). Дејством хлорида на етарски раствор  добија се одговарајући хидрид, нпр: